# Turris in Proconsulari
Turris in Proconsulari (łac. Diocesis Turrensis in Proconsulari) – stolica historycznej diecezji w Cesarstwie rzymskim w prowincji Afryka Prokonsularna, sufragania metropolii Kartagina. Współcześnie w Tunezji. Obecnie katolickie biskupstwo tytularne.

## Biskupi tytularni
| Lp. | Biskup                                         | Funkcja                                 | Od             | Do              |
| --- | ---------------------------------------------- | --------------------------------------- | -------------- | --------------- |
| 1   | Raimundo María Julián Manguán-Martín y Delgado | emerytowany biskup Vera Paz (Gwatemala) | 28 maja 1966   | 8 grudnia 1975  |
| 2   | Luciano Pedro Mendes de Almeida                | biskup pomocniczy São Paulo (Brazylia)  | 25 lutego 1976 | 6 kwietnia 1988 |
| 3   | Angelo Paravisi                                | biskup pomocniczy Bergamo (Włochy)      | 4 czerwca 1988 | 11 lipca 1996   |
| 4   | Luigi Pezzuto                                  | nuncjusz apostolski                     | 7 grudnia 1996 |                 |